# Narsès
Ne doit pas être confondu avec Narsès Ier d'Ibérie ou Narsès (maître des milices).
Pour l'empereur sassanide de Perse, voir Narseh.
Narsès (en arménien : Նարսես ; en grec : Ναρσής), né vers 478 et mort en 567 ou 574, est l’un des grands généraux de Justinien Ier. Il commence sa carrière au service du Grand Chambellan où il a charge de trésorier. Avançant en rang il devient chef de la garde impériale avant de devenir lui-même Grand Chambellan et Maitre des milices.
Après avoir aidé Justinien et Théodora à mater la sédition dite « Nika » il commence sa véritable carrière militaire en Italie où il est envoyé aider le général Bélisaire à mettre  fin à la guerre contre les Ostrogoths. La discorde s’étant installée entre les deux hommes, Narsès est rappelé à  Constantinople où il demeure un homme influent quoique effacé à la cour. Il est renvoyé en Italie en 551. À la tête d’une imposante armée, il réussit à vaincre définitivement Totila à la bataille de Taginae, puis son fils et successeur Teias à la  bataille du Vésuve (aussi appelée, bataille du mont Lactarius) en 552.
Par la suite, il reste douze ans en Italie, réorganisant le gouvernement suivant les instructions de Justinien Ier. Après la mort de celui-ci il ne semble pas jouir de la  même faveur auprès de son successeur, Justin II. Il se retire alors à Naples et meurt à une date que certains situe en 567 d’autres en 574.

## Biographie

### Origines

Les quinze provinces de l'Arménie historique, avec la Persarménie au sud-est.

On sait peu de choses sur les origines de Narsès qui apparaît pour la première fois dans les sources chez Procope en 530. Il serait né en Persarmenie, la septième province de l’Arménie historique qui avait été cédée à la Perse un siècle auparavant à la paix d'Acilisene,. Il appartenait à la famille aristocratique arménienne des Kamsarakan, une branche de la maison de Karen, noble famille parthe,,.
La date de sa naissance n’est pas connue, variant selon les historiens entre 478, 479 et 480. On ignore également tout de sa jeunesse et pourquoi il fut fait eunuque.

### Caractère
Agathias le Scholastique qui fut le principal chroniqueur de la fin du règne de Justinien dit de lui que s’il  était « petit et mince de constitution, il était toutefois plus fort de corps et d’esprit qu’on aurait pu l’imaginer » et ailleurs  «un homme à l’esprit lucide, prompt à s’adapter aux temps où il vivait. Il n’était versé ni en littérature, ni dans l’art oratoire, [mais] compensait par la vivacité de son esprit». Les sources sont unanimes pour louer la dignité et l’humanité avec laquelle il agissait en toutes circonstances,.
Réputé pour sa piété, il avait une dévotion particulière pour la Vierge Marie. Dans son « Ecclesia Historia », Evagre le Scholastique mentionne qu’il la consultait avant toute bataille et que celle-ci lui disait quand attaquer. On le disait également généreux envers les pauvres et grand restaurateur d’églises. Avant d’accepter le commandement suprême de l’armée, il aurait fait construire une église et un monastère en Cappadoce où il entendait se retirer à sa retraite. Selon Paul Diacre il était si assidu à la prière qu’ « il obtint la victoire davantage par les supplications qu’il faisait à Dieu que par les armes de la guerre. Cette piété demeurait toutefois personnelle et il ne prit pas part aux querelles religieuses de l’époque, ni à Constantinople, ni à Rome, bien qu’on le soupçonnât de partager les croyances monophysites de l’impératrice Théodora, ce qui aurait contribué à les rapprocher.

### Débuts de carrière

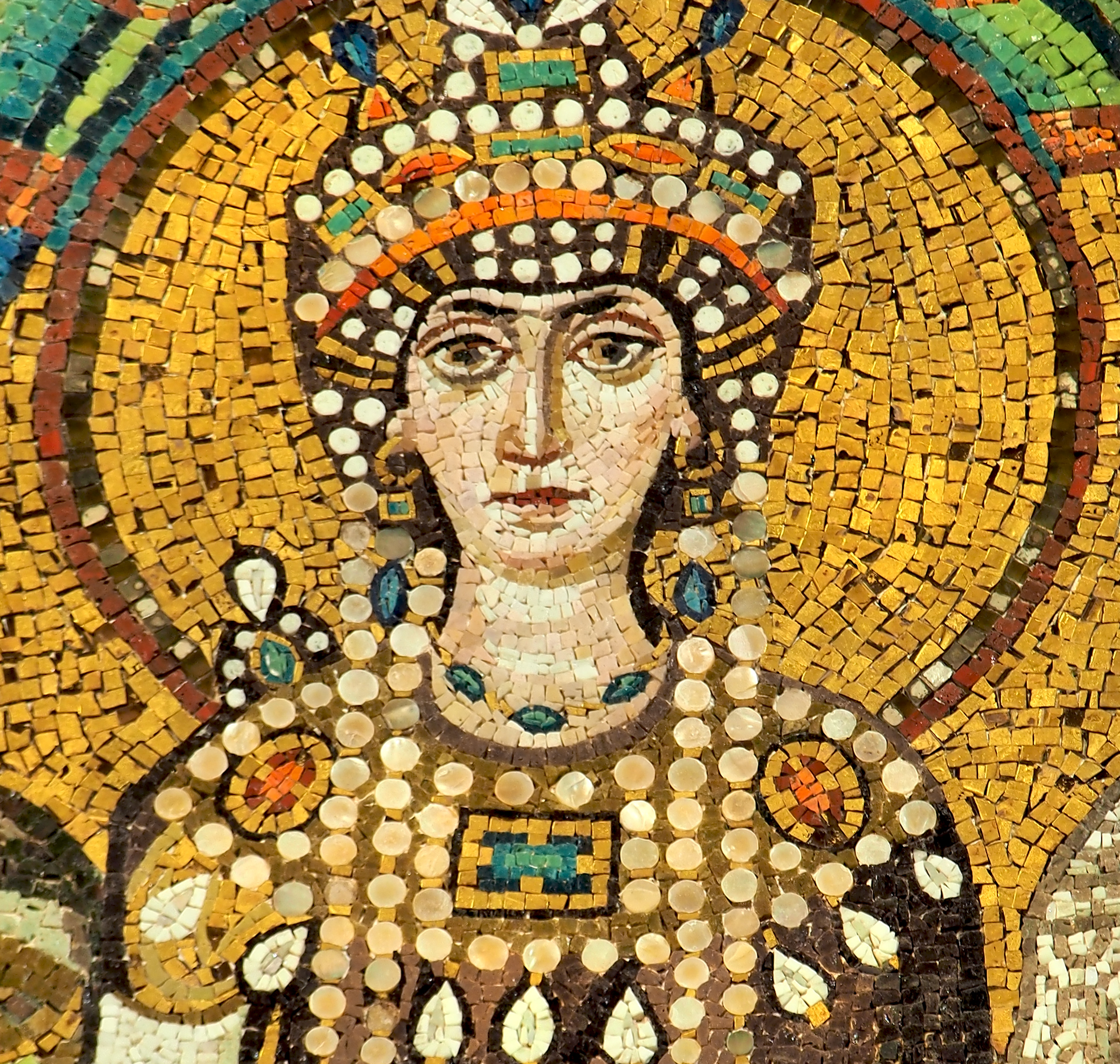
L’impératrice Théodora, qui aurait redonné courage à Justinien durant la sédition Nika, lança la carrière militaire de Narsès.

On ignore également à quel moment il vint à Constantinople et comment il fut embauché dans les services du Grand Chambellan. Procope mentionne pour la première fois son nom alors qu’il était déjà au service de celui-ci en 530 à titre de trésorier des finances impériales en charge des paiements. Il monta en grade et se retrouva bientôt à la tête de la garde impériale constituée d’eunuques avant de devenir lui-même Grand Chambellan (praepositus sacri cubiculi) et Maitre des milices (magister militum). Bien que Théodose II eût, en 422, interdit que les eunuques puissent devenir patriciens, Justinien passa outre et Narsès reçut cette dignité indiquant « qu’il n’était pas un ‘magistrat’, mais un ‘ministre’ ».
Il fut impliqué dans la répression des émeutes de Nika en 532. Justinien ou Théodora lui confièrent alors suffisamment de fonds pour qu’il puisse acheter les chefs de la faction des Bleus. Il fit appel à leur hostilité à l’endroit des Verts en leur rappelant qu’Hypatios, celui qu’ils étaient à la veille de proclamer empereur, était un Vert alors que Justinien avait toujours favorisé les Bleus. Que ce soit la force de ses arguments ou l’argent de l’empereur, il parvint à convaincre ceux-ci, lesquels se retournèrent contre lui. Bélisaire et ses hommes purent alors encercler l'hippodrome où s’étaient massés les rebelles autour d'Hypatios, déjà installé dans la loge impériale; celui-ci fut alors capturé et amené devant l’empereur.

### Carrière militaire

#### Première expédition en Italie

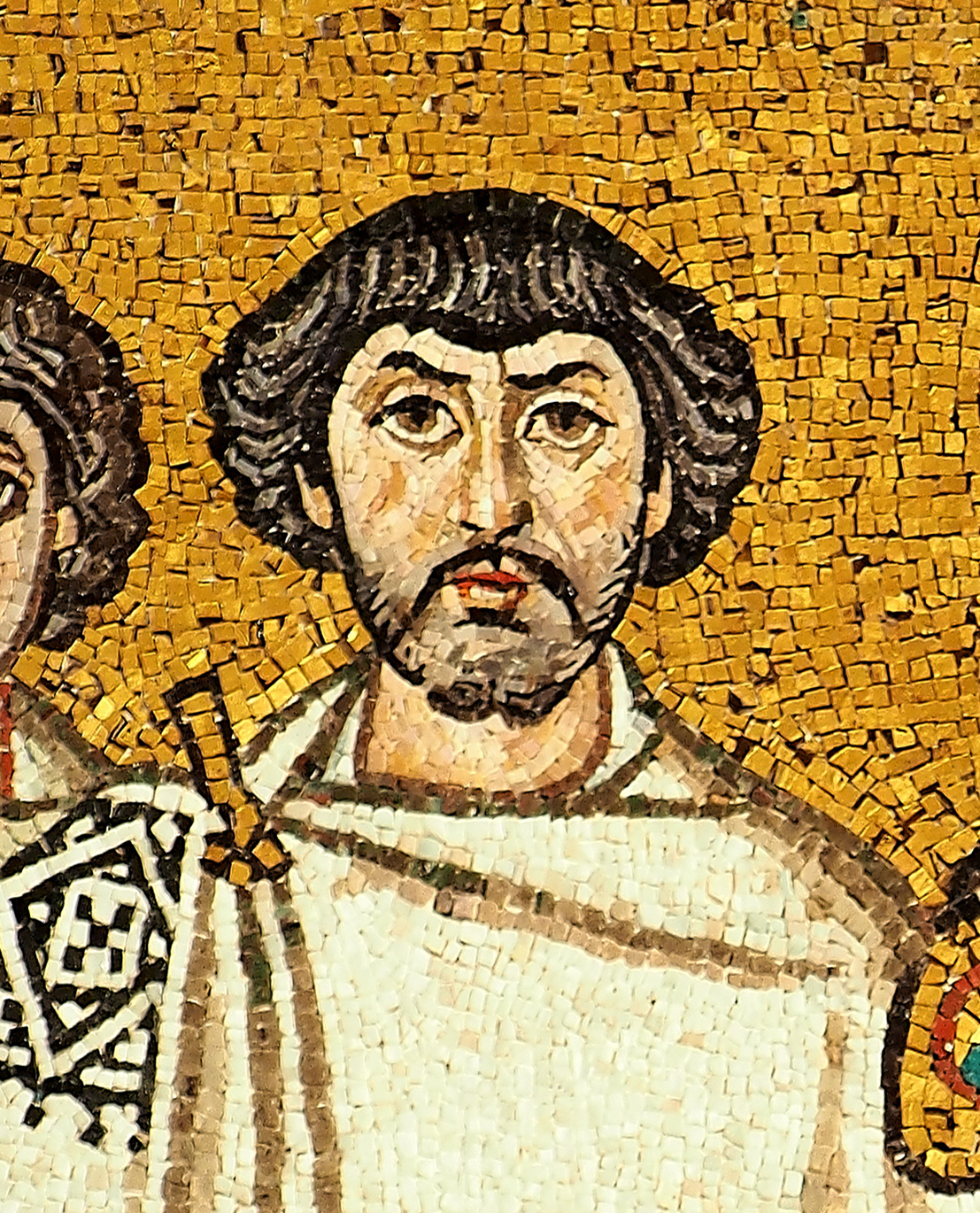
Portrait probable de Bélisaire, selon une mosaïque de Saint Vitale, Ravenne.

Son implication dans la répression des émeutes de Nika, le mit à la tête d’une armée d’environ 7 000 soldats d’origines diverses, qui reçut l’ordre d’aller aider Bélisaire en Italie. Arrivé probablement à Ancône en juin 538, Narsès rencontra Bélisaire à Firmum où se tint un conseil de guerre. On y discuta du siège d’Ariminum (aujourd’hui Rimini) et du sort de l’adjoint de Bélisaire, le commandant Jean, neveu du rebelle Vitalien.
Ce dernier, arrivé en Italie à la tête de 8 000 mercenaires thraces  avait marché sur Rome mais s’était laissé encercler par les Goths en 537. Dans la dernière phase du siège, Bélisaire avait ordonné à Jean d’aller prendre Picenum dans le nord des Abruzzes. Mais estimant que la position d’Ariminum entre Rome et la capitale des Goths, Ravenne, forcerait Vitigès à lever le siège de Rome, Jean s’était plutôt dirigé vers cette ville, sans tenir compte des autres garnisons goths de la région. Pressentant que Jean se retrouverait  enfermé dans la ville, Bélisaire avait envoyé deux autres généraux le remplacer. Mais Jean avait refusé de quitter la ville  et s’était effectivement retrouvé assiégé par les Goths.
Narsès était d’avis que le général avait été suffisamment puni pour son « insolence » et que si les Goths réussissaient à s’emparer de Rimini, le cours de la guerre en serait changé. Bélisaire accompagné de Narsès se mirent alors en route par des chemins de montagne pour descendre sur Rimini.
Jean fut reconnaissant à Narsès d’avoir ainsi convaincu Bélisaire, ce qui fit écrire à Procope : « Que depuis lors les deux hommes (Bélisaire et Narsès) commencèrent à éprouver une grande suspicion l’un envers l’autre ». Durant les mois d’automne et d’hiver 538-539, l’armée se trouva ainsi divisée pratiquement en deux sous les commandements respectifs de Bélisaire et de Narsès. L’empereur intervint, stipulant dans une lettre adressée à Bélisaire : « Nous n’avons pas envoyé notre intendant Narsès en Italie pour y commander l’armée, car nous désirons que Bélisaire seul assume le commandement de l’ensemble de cette armée de la façon qu’il jugera utile. C’est votre devoir de suivre ses ordres dans l’intérêt de l’État ».

#### Rappel à Constantinople
Il semble que les ordres de l’empereur furent ignorés et la division persista dans l’armée. La rivalité entre Narsès et Bélisaire s’accentua, leur désaccord sur la poursuite de la guerre jeta la zizanie dans les troupes. Se rangeant du côté de Narsès, Jean suivit celui-ci en Émilie que Narsès était déterminé à conquérir même sans l’autorisation de Bélisaire. L’Émilie fut effectivement conquise, mais les divisions au sein de l’armée conduisirent à la chute de Milan aux mains des Goths en 539. Justinien rappela alors Narsès à Constantinople, laissant Bélisaire seul commandant de l’armée. Il ne semble pas toutefois que ce rappel signifiât la disgrâce de Narsès, car celui-ci reçut la permission de conserver une partie de ses gardes barbares.
Non seulement, Narsès ne semblait pas avoir perdu la faveur de la cour mais il demeura le ministre et serviteur le plus digne de confiance de l’empereur et de son épouse. Toutefois, et pour les douze prochaines années (539-551), il continua son travail dans l’ombre, car on ne trouve guère de référence à lui dans les sources pour cette période. On croit cependant qu’en 541, il aida l’impératrice Théodora et la femme de Bélisaire, Antonina, à se défaire de Jean de Cappadoce, le puissant préfet du prétoire d’Orient qui rivalisait avec l’impératrice pour exercer une influence prédominante sur l’empereur. En 545 Justinien utilisa les bonnes relations de Narsès avec les barbares pour l’envoyer chez les Hérules afin d’y recruter des troupes.

#### Deuxième expédition en Italie

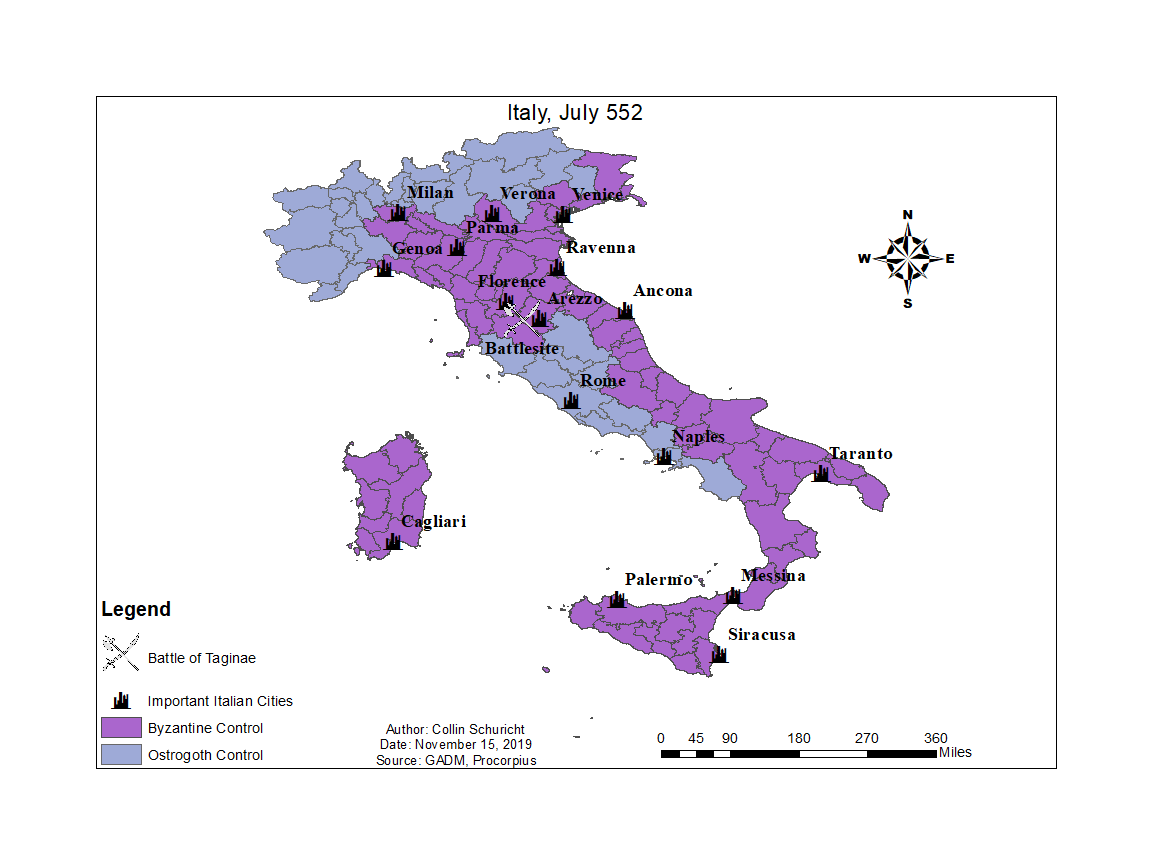
Les zones contrôlées par les Goths et les Byzantins en Italie, en 552.

En 550, Justinien envoya un cousin du nom de Germanus terminer ce que Bélisaire avait commencé en Italie. Ce dernier s'installa à Sardica pour organiser son armée et prit même pour seconde épouse Matasonte, ancienne reine des Ostrogoths  et petite-fille de Théodoric le Grand, ce qui fit une forte impression chez les Goths d’Italie. Mais deux jours après que son armée eût été complétée, au début de l'automne 550, Germanus tomba malade et mourut; tout espoir de réconciliation entre les Goths et les Romains en Italie s’envolait.
Narsès fut alors chargé de le remplacer et de retourner dans cette Italie qu’il avait quittée douze ans auparavant. Il s’adjoignit alors son ancien adjoint, le général Jean. Ayant accès aux réserves financières impériales, Narsès fut à même de lever en une année une armée de 20 000 à 30 000 soldats. Comme la précédente, cette armée était composée en grande partie de mercenaires recrutés parmi les populations barbares qu’il traitait « avec sollicitude".
Une fois celle-ci réunie, il fallut à Narsès plus d’une année pour se rendre en Italie, effectuant une longue marche le long de la côte adriatique plutôt que d’attaquer par la mer, comme s’y attendait probablement Totila, le roi des Ostrogoths qui contrôlait le littoral oriental de la côte italienne. D’une part Totila tenta sur terre de ralentir la progression de Narsès en faisant en sorte que les Francs de la région, ennemis des Lombards alliés de Narsès, ralentissent son progrès en lui refusant le passage; d’autre part, sur mer, il tenta d’empêcher Jean de ravitailler les troupes de Narsès. Parti de Salona pour apporter secours à Ancône, Jean avec 38 navires et Valérien avec 12 affrontèrent la flotte de Totila lors de la  bataille navale de Sena Gallica qui devait marquer la fin de la prétention des Ostrogoths à contester la suprématie navale byzantine : les Byzantins réussirent à détruire 38 des 47 navires goths et à capturer le commandant en chef de la flotte, l’amiral Gibal,,.
Selon Procope, Narsès fut « extrêmement déconcerté » par l’allure que prenait cette expédition terrestre, mais Jean qui connaissait bien la région l’encouragea à continuer. Finalement il put rejoindre Ravenne sans encombre.

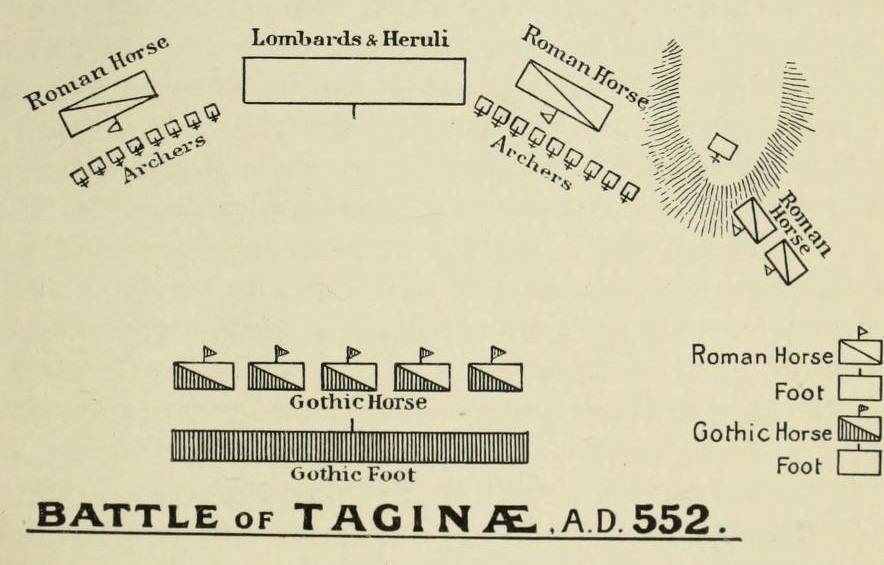
Disposition de l’armée de Narsès lors de la bataille de Taginae qui sera reprise à la bataille de Volturnus.

De Ravenne, Narsès se dirigea vers Rome. Il devait rencontrer le gros de l’armée goth commandée par Totila en personne près du village de Taginae. La description du chemin suivi par Narsès et le fait que Procope parle de la bataille de « Busta Gallorum »  rendent difficile de reconstituer la façon dont les ennemis en vinrent aux prises. Chose certaine, se sentant en infériorité numérique, Totila chercha à gagner du temps tout en préparant une attaque surprise. Adoptant une attitude défensive, Narsès parvint à attirer les Goths au centre du demi-cercle formé par sa propre armée, laquelle se referma sur les Goths,,.
Totila lui-même pérît au cours de cette bataille. Procope donne deux versions de sa mort. Selon la première, Totila aurait survécu à la bataille et aurait réussi à s’enfuir avec cinq de ses soldats. Il fut poursuivi par le chef des Gépides, Asbad, qui réussit à le rejoindre et à le terrasser de sa lance. Le corps fut immédiatement transporté au village voisin de Caprae où il fut rapidement enseveli. Dans un autre passage Procope affirme que le roi goth fut frappé au cours de la bataille par un archer qui ne reconnut même pas sa cible. Les historiens se rangent généralement derrière la première version puisque plus tard, une femme goth révéla où Totila avait été enseveli : son corps fut alors exhumé et formellement identifié.
Cette victoire permit à Narsès de reprendre le chemin de Rome. En route, Narni, Spolète et Pérouse furent prises sans difficulté. Pendant ce temps, les Ostrogoths se regroupaient sous les ordres de Teias, élu successeur de Totila.
Rejoint par le général Jean, Narsès put prendre Rome après un court siège Il se mit alors à la tâche de défaire les forces goths qui résistaient encore, cherchant à s’approprier le trésor de Totila qui avait été déposé dans la forteresse de Cumes, localité située au bord du golfe de Gaète près de Naples .
À titre de fils et successeur de Totila, Teias voulait également s’emparer de ce trésor. Sa première réaction fut de se diriger vers Cumes, assiégée par Narsès. À son arrivée dans la région, Teias se positionna au pied du volcan Vésuve : Byzantins et Ostrogoths se firent face pendant deux mois sans se combattre. Teias dut toutefois se replier sur le mont Lactarius quand les navires chargés de le ravitailler furent coulés. Rapidement à court de provisions les Goths furent contraints d'attaquer l'armée byzantine qu’ils prirent par surprise le 30 octobre. La bataille dura deux jours.
En dépit de sa bravoure reconnue par Procope, Teias fut mortellement touché par une flèche. Sa tête coupée et fixée au bout d’un pieu fut alors promenée sur le champ de bataille pour démoraliser les Goths qui poursuivirent néanmoins le combat pendant tout une autre journée. Finalement, les Goths durent envoyer des émissaires à Narsès promettant de se rendre contre la promesse de quitter le pays en sécurité. Sur les conseils de Jean, Narsès accepta la proposition. Une bonne partie des Goths quittèrent alors l’Italie pour s’établir dans le sud de l’Autriche.
En route vers Cumes, Teias s’était allié aux Francs. Ceux-ci sous la conduite de deux frères, Leutharis et Buccillinus voulurent reprendre les territoires maintenant aux mains des Byzantins. Pendant une année ou deux, Narsès les poursuivit, continuant la reconquête. Toutefois, de plus en plus de Francs traversant les Alpes vers l’Italie, Narsès regroupa ses forces à Rome, avant de se diriger au printemps suivant à leur rencontre.
Au cours de leur descente vers le centre de l’Italie, les deux frères avaient divisé leurs forces; Butilinus et la plus grande partie de son armée se dirigèrent vers la Campanie et le détroit de Messine, alors que Leutharis allait vers l’Apulie et Otrante. Se ravisant, ce dernier décida de retourner chez lui avec le butin déjà acquis, mais mourut de la peste sur le chemin du retour.
Maintenant seul, Butilinus, espérant sans doute être choisi comme nouveau roi (aucun successeur n’avait été nommé pour remplacer 
Teias), résolut de poursuivre le pillage. Son armée fut toutefois ravagée par la dysenterie, si bien qu’il ne lui restait guère que 30 000 hommes lorsqu’il dut faire face aux forces de Narsès. À l’été, Butilinus établit son camp à Volturnus non loin du Vésuve. Quand Narsès fut informé de ce fait, il se dirigea vers cet endroit à la tête d’une force de 18 000 soldats dont de forts contingents de mercenaires Hérules.
Adoptant la même tactique qui lui avait servi lors de la bataille de Taginae, et malgré la défection des Hérules, Narsès réussit à annihiler les Francs, si bien nous dit Agathias que seulement cinq soldats francs réussirent à s’échapper ce jour-là.
À l’automne 554, Narsès put revenir à Rome en triomphateur. Toutefois, Agathias, notre seule source pour cette période est muet sur ce qu’il advint après cette victoire.

### Dernières années

L’Empire romain à la suite des conquêtes de Justinien (555).

On sait relativement peu de choses sur la fin de sa carrière : Narsès passa les douze années suivantes en Italie, réorganisant avec l’aide d’un préfet du nom d’Antiochus le gouvernement de Rome, des provinces et des cités d’Italie suivant les directives données par Justinien dans sa « Pragmatique Sanction » de 554. Celle-ci avait pour but moins de définir les nouvelles institutions politiques de l’Italie que de restaurer la vie économique de la province éprouvée par la longue domination goth, conservant les privilèges concédés par les premiers rois goths, mais annulant ceux conférés par Totila. L’Italie redevenait une province de l’Empire romain, et sa capitale demeurait Ravenne. Si l’administration romaine et son système de taxation étaient rétablis et si elle retournait aux anciens sénateurs romains les privilèges qui avaient été les leurs, elle ne disait mot des nouvelles structures politiques de la province contrairement à ce qui s’était passé en Afrique après la défaite des Vandales. Le statut de Narsès lui-même n’était pas défini quoique certains historiens, se référant à lui durant cette période, lui donnent le titre d’ « exarque ».
La Pragmatique Sanction retournait aux anciens propriétaires romains les terres qui avaient été confisquées par les Goths, de même que les esclaves qui avaient été libérés par Totila. De plus, peut-être parce que Justinien n’avait que peu confiance dans le pape Vigile (r. 537 - 555) qui s’opposait à lui sur la question des Trois Chapitres, l’édit impérial donnait de nouveaux pouvoirs aux évêques locaux leur conférant même un droit de regard sur l’administration locale et la nomination des gouverneurs de province.
Quel que soit son titre, Narsès gouverna Rome (dont il fit réparer plusieurs ponts  et reconstruire les murs) et le reste de l’Italie. Homme de caractère, il exerça certainement une autorité absolue, car selon une légende, Narsès aurait été rappelé à Constantinople pour abus de pouvoir, faisant des Romains de véritables esclaves, ce qui aurait affolé l’empereur Justin II (r. 565 - 578) et sa femme, l’impératrice Sophie. Selon les mêmes sources, il se serait ensuite retiré à Naples, d’où il aurait possiblement invité les Lombards à envahir le nord de l’Italie.
La date de sa mort varie selon les historiens, certains la situant en 567, d’autres en 574, ce qui lui aurait donné 96 ans. Selon Paul Diacre son corps aurait ensuite été retourné à Constantinople. Jean d’Éphèse pour sa part écrit qu’il fut inhumé en présence de l’empereur et de l’impératrice dans le monastère de Bithynie qu’il avait fondé à cet effet avant son premier départ pour l’Italie,.

## Narsès dans la littérature et les arts

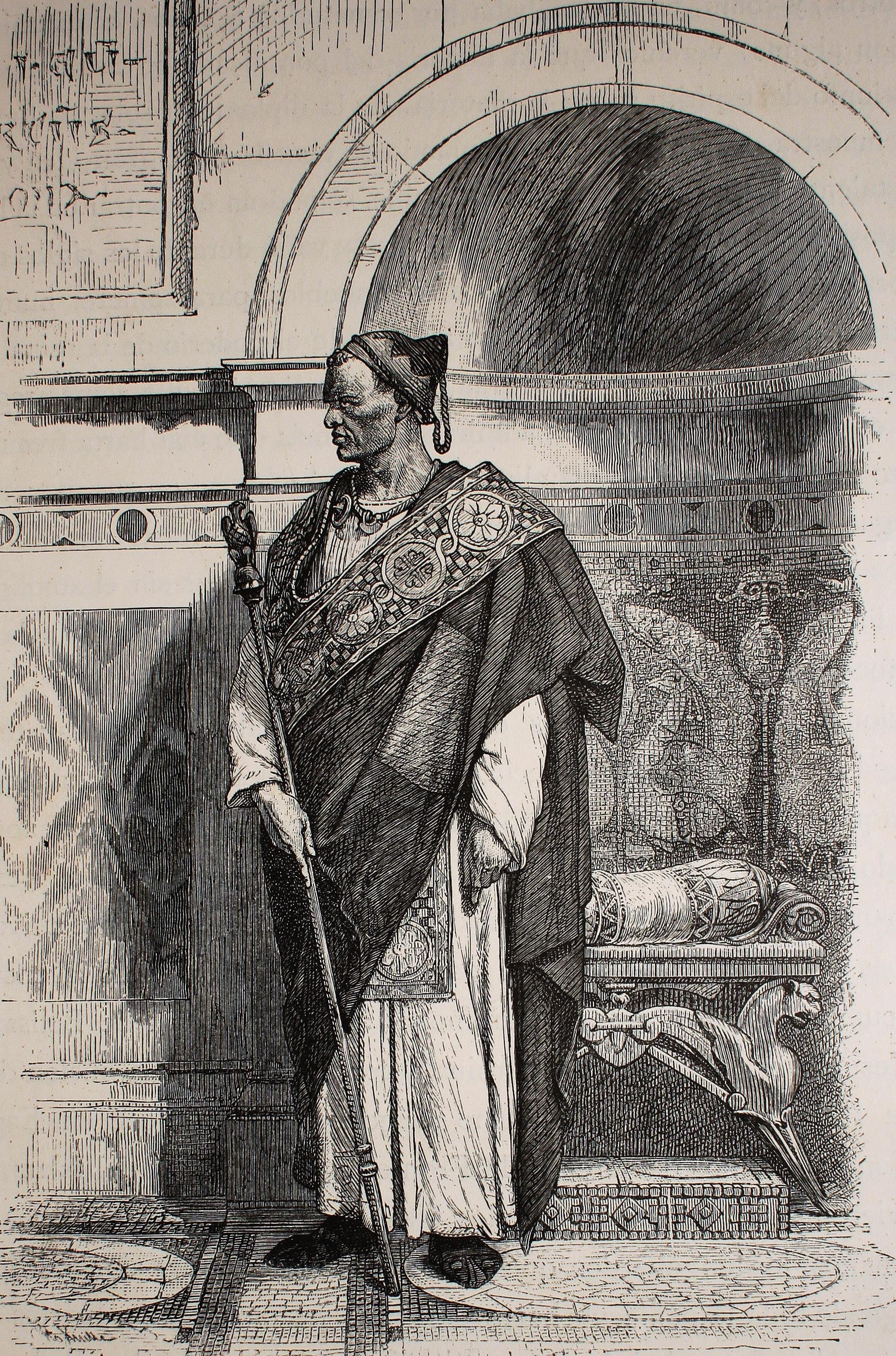
Narsès, illustration de Germania, deux mille ans de la vie allemande de Johannes Scherr, 1882.

Narsès est un des personnages du film Pour la conquête de Rome I de Robert Siodmak (1968), incarné par l'acteur américain Michael Dunn (le rôle de Justinien est joué par Orson Welles).
Un Narsès apparait dans deux épisodes de la série télévisée française, Kaamelott (Livre I, épisode 75 ; Livre VI, épisode 4). Ce personnage ne correspond cependant pas au véritable Narsès, l'action de Kaamelott se déroulant à une époque où l'Empire romain d'Occident existe encore (avant 476), notamment au moment des attaques d'Attila (années 440-452). Mais cette série cite aussi l'empereur Justinien, accentuant l'imprécision historique du récit, qui fait apparaître des personnages célèbres des Ve et VIe siècles sans tenir compte de la chronologie. Le rôle de Narsès est tenu par Denis Maréchal.
Le nom de Narsès est utilisé par Jean Giraudoux dans Électre, pour le personnage de « la femme Narsès », sans autre lien avec le personnage historique.